# Верещагін Василь Петрович
Не варто плутати з Василем Васильовичем Верещагіним — художником-баталістом.
Васи́ль Петро́вич Вереща́гін (*1 (13) січня 1835 — †9 (22) жовтня 1909) — російський художник, автор історичних і жанрових картин та портретів.

## Життєпис
Василь Верещагін народився 1 січня (13-го — за старим стилем) 1835 року в Пермі (Пермська губернія, Російська імперія) в родині художників — його дід Прокофій Данилович (1764 — після 1811) і батько Петро Прокофійович (1795 — 1843) були іконописцями. Відомим художником також став брат Василя Петровича — Петро Петрович.
Початкову освіту здобув в повітовому училищі, живопису навчався у батька, а після його смерті (у 1843) — у діда по матері, живописця та іконописця І. В. Бабіна. В 1850 році в приміській слобідці оселився випускник Арзамаської малювальної школи живописець А. У. Орлов. Довкола художника об'єдналася місцева талановита молодь, у тому числі і брати Верещагіни. Орлов також посприяв вступу братів в академію.
З 1856 по 1861 рік Верещагін навчався в Імператорській академії мистецтв, був учнем Олексія Маркова. За шість років навчання отримав всі академічні медалі, за картину «Велика княгиня Софія Вітовтовна на весіллі у великого князя Василя Темного…» удостоєний золотої медалі 1-го ступеня і звання класного художника 1-го ступеня.
За малюнком Верещагіна виконано літографію «Т. Г. Шевченко на смертному одрі» (1861). Примірник її зберігається в Державному музеї імені Тараса Шевченка.
Після випуску з академії на шість років (1863-1869) — поїхав за кордон пенсіонером Академії, відвідав всі важливі художні центри (Франція, Італія), але головним чином працював в Римі, вивчаючи і копіюючи картини старих майстрів. Його «Молитва Святої Ганни, матері пророка Самуїла» (1864) була удостоєна Великої золотої медалі на Всесвітній виставці в Парижі в 1867 році.
Повернувся до Петербургу в 1869 році. Як звіт представив в Академію картини: «Святий Григорій Великий карає порушення чернечої обітниці», «Відвідини в'язня його родиною в Італії», «Ніч на Голгофі», три портрети, дві великі картини і двадцять акварелей, за що отримав звання професора портретного та історичного живопису. Понад 20 років викладав в Академії малюнок і композицію.
У 1870 році Верещагін знову поїхав до Риму, а після повернення в Петербург — з 1872 по 1874 рік — зробив настінні декорації для палацу князя Володимира Олександровича на теми з російської народної поезії, зокрема, з життя богатирів. Картини мали великі розміри і були виконані на особливому рубчастому полотні, на зразок гобеленів. За «Іллю Муромця на бенкеті у князя Володимира» (1872) — отримав золоті медалі на Всесвітніх виставках: у Лондоні (1872) і Відні (1873).
Писав ікони для іконостасу Храму Христа Спасителя в Москві (1875-1879) та Успенського собору Києво-Печерської лаври. У 1880-ті і 90-ті роки — картини на християнські теми: «Облога Троїцько-Сергієвської лаври в смутний час» (1891) та інші.
У 1887 році сприяв організації академічної виставки в Єкатеринбурзі на Сибірсько-Уральській науково-промисловій виставці, передачі робіт в музей Уральської спілки любителів природознавства (УСЛП) і відкриттю художньої школи.
У 1891 році Верещагін видав «Альбом історій держави Російської в зображеннях державних його представників». На академічній виставці 1891 року була представлена велика картина художника «Захисники Свято-Троїцької Сергієвської лаври в 1608 році».
У 1907 році подарував декілька своїх робіт і робіт брата, Петра Верещагіна, Пермському науково-промисловому музею, що дозволило виділити художній відділ музею в самостійний.
Роботи Верещагіна експонувалися на виставках з 1860 року: академічних, Спілки російських акварелістів, всесвітніх, персональних (1910 — Петербург, 1912 — Москва, 1935 і 1984 — Перм).
Помер Василь Верещагін 9 жовтня (22-го — за старим стилем) 1909 року в Петербурзі.

### Додаткова література
- Верещагин В. П., Верещагин П. П. К 150-летию со дня рождения: кат. выставки: (из фондов музеев СССР): живопись, рис., акварель, гравюра / вступ. ст. и сост. Е. И. Егоровой, Н. В. Казариновой. — Пермь, 1984.
- Егорова Е. И. Памятное место, где стоял дом, в котором родились и провели детство и юность художники П. П. Верещагин и В. П. Верещагин // Материалы свода памятников истории и культуры РСФСР. Пермская область. — М., 1978. — С. 141—143.
- Егорова Е. И. Родословная пермских живописцев Верещагиных // Проблемы каталогизации произведений искусства в художественных музеях. — Л., 1988. — С. 98-100.
- Казаринова Н. В. Братья Верещагины // Художник. — 1985. — № 4. — С. 58-61.
- Крепостные и забытые живописцы Прикамья конца XVIII—I половины XIX века: каталог выставки / сост. и авт. вступит. ст. Н. В. Казаринова; авт. ст. Е. И. Егорова. — Пермь, 1988. — 38 с.
- Крепостные и забытые живописцы Прикамья конца XVIII — первой половины XIX вв.: каталог выставки / авт. ст. Н. В. Казаринова (сост.), Е. И. Егорова. — М., 1990. — С. 6, 53.
- Верещагин Василий Петрович // Серебренников Н. Н. Урал в изобразительном искусстве. — Пермь: Кн. изд-во, 1959. — С. 109.
- Художники народов СССР: библиогр. слов. В 6 т. — Т. 2.: Бойченко — Геонджиан. — М.: Искусство, 1972. — 439 с., С. 240—242.

1. 1 2  Верещагин, Василий Петрович // Венгрия — Вильно — 1928. — Т. 10. — С. 291.
2. 1 2  Чуйко В. В. Верещагин, русские живописцы // Энциклопедический словарь — СПб: Брокгауз — Ефрон, 1892. — Т. VI. — С. 27–28.
3. 1 2  Верещагин // Малый энциклопедический словарь — 2 — СПб: 1907. — Т. 1.